# Supremacismo judío
El supremacismo judío o supremacía judía es la creencia de que el pueblo judío es superior a las personas de otras razas o etnias. El concepto de supremacía judía surge en algunos discursos sobre el conflicto israelí-palestino. Según algunos comentaristas culturales, las opiniones, políticas e identidades etnonacionalistas de algunos judíos israelíes alcanzan el nivel de supremacismo frente a los palestinos, un pueblo árabe.
El término ha sido utilizado por diversos críticos de las políticas israelíes, algunos de los cuales argumentan que refleja un patrón más amplio de discriminación contra los no judíos en Israel. También lo han utilizado la extrema derecha estadounidense, promotora de teorías conspirativas antisemitas. Según Raz Segal, se trata de un tipo de supremacismo blanco.
Otros autores asocian el surgimiento del supremacismo judío con el kahanismo que tuvo su primer auge en la década de los 70, siendo el supremacismo uno de los principios rectores de la Jewish Defense League que fundara el rabino Meir Kahane.

## Discurso
Ilan Pappé, un historiador israelí expatriado, escribió que la primera Aliá, la emigración de los judíos europeos a Israel, «estableció una sociedad basada en la supremacía judía» dentro de «cooperativas de asentamiento» que eran propiedad de judíos y operadas por ellos. Joseph Massad, profesor de estudios árabes, sostiene que el «supremacismo judío» siempre ha sido un «principio dominante» en el sionismo religioso y secular.
Desde la década de 1990, los rabinos judíos ortodoxos de Israel, especialmente aquellos afiliados a Jabad-Lubavitch y a organizaciones religiosas sionistas, incluido el Instituto del Templo, han creado un movimiento noájida moderno. Estas organizaciones noájidas están dirigidas a los no judíos para convencerlos de que sigan las leyes noájidas. Los rabinos que guían dicho movimiento judío, muchos de los cuales están afiliados al movimiento del Tercer Templo, exponen una ideología que ha sido criticada por racismo y supremacía, y que consiste en la creencia de que los judíos son el pueblo elegido de Dios. Estas organizaciones son mentores de los noájidas porque creen que la era mesiánica comenzará con el establecimiento de una teocracia judía en Israel, incluida la reconstrucción del Tercer Templo en el Monte del Templo en Jerusalén y el restablecimiento del sacerdocio judío, apoyado por las comunidades de noájidas. David Novak, profesor de teología y ética judía en la Universidad de Toronto, denunció el moderno movimiento noájida, diciendo: «Si los judíos les dicen a los gentiles qué hacer, es una forma de imperialismo».
En 2002, Joseph Massad, profesor de Política Árabe Moderna e Historia Intelectual en el Departamento de Estudios de Medio Oriente, Asia Meridional y África de la Universidad de Columbia, dijo que Israel impone un «sistema de discriminación supremacista judío» a los ciudadanos palestinos de Israel, y que esto se ha normalizado dentro del discurso sobre cómo poner fin al conflicto, y varias partes argumentan que «es pragmático que los palestinos acepten vivir en un estado supremacista judío como ciudadanos de tercera clase».
En 2021, la organización israelí de derechos humanos B'Tselem clasificó al Estado de Israel como «un régimen de supremacismo judío desde el río Jordán hasta el mar Mediterráneo» mediante leyes que constituyen apartheid. También señaló que, tras su establecimiento en 1989, se centró inicialmente en la situación jurídica y social de los territorios ocupados por Israel, pero que «lo que ocurre en los Territorios Ocupados ya no puede tratarse como algo separado de la realidad de toda la zona bajo control israelí», ya que existe «un único régimen que gobierna toda la zona y a sus habitantes, basado en un único principio organizativo».
Tras las elecciones legislativas israelíes de 2022, la coalición ultraderechista, supremacista judía y antiárabe ganadora incluyó una alianza conocida como Sionismo Religioso (formada por partidos de extrema derecha como Otsmá Yehudit, Noam y el Partido Sionista Religioso) y el Likud, que, según el columnista judío-estadounidense David E. Rosenberg, está «impulsado por la supremacía judía y el racismo antiárabe». Entre las ideas que defiende la coalición gobernarte está la expulsión del país de políticos y civiles «desleales», el control político del sistema judicial y la anexión de los asentamientos judíos de Cisjordania.
Los defensores de la solución de un solo Estado citan el desarrollo de la supremacía judía como una de las principales razones de la necesidad de un solo país que aplique principios democráticos en todos los sectores de la sociedad, independientemente de las afiliaciones étnicas o religiosas.

## Ejemplos
Se han citado diversas políticas y prácticas discriminatorias como perpetradoras de la supremacía judía en Israel, incluida la Ley de Ciudadanía de 1952 y la Ley del Estado-Nación de 2018. El partido político israelí prohibido Kach, el fenómeno de la violencia de los colonos israelíes y todos los gobiernos israelíes liderados por Netanyahu han sido acusados de perseguir una agenda supremacista judía, particularmente contra los palestinos.
Según Yaacov Shavit, profesor del Departamento de Historia Judía de la Universidad de Tel Aviv, los artículos de las publicaciones de Abraham Stern contenían referencias a una «raza superior» judía, contrastando a los judíos con los árabes, que eran vistos como una «nación de esclavos». Sasha Polakow-Suransky escribió que «Lehi también era descaradamente racista hacia los árabes. Sus publicaciones describían a los judíos como una raza superior y a los árabes como una raza esclava». Lehi abogó por la expulsión masiva de todos los árabes de Palestina y Transjordania o incluso su aniquilación física.
Benzion Mileikowsky (posteriormente conocido como Benzion Netanyahu, padre del actual primer ministro de Israel: Benjamín Netanyahu) fue editor del periódico revisionista Hayarden, en el cual publicó artículos en los que calificaba a los árabes de «salvajes»» y los equiparaba a los pieles rojas mientras que los judíos eran, según él, como los estadounidenses anglosajones que debían conquistar la tierra. Era partidario del Gran Israel y por ello se opuso al plan de Naciones Unidas de partir Palestina en dos estados, uno judío y otro árabe. Durante toda su vida siguió manteniendo tesis racista antiárabes y antipalestina y se mostró favorable a la deportación forzosa de todos los árabes de Palestina.